# Apogonichthyoides sialis
Apogonichthyoides sialis is een straalvinnige vissensoort uit de familie van de kardinaalbaarzen (Apogonidae). De wetenschappelijke naam van de soort is voor het eerst geldig gepubliceerd in 1914 door Jordan & Thompson.